# Sihonongan
Sihonongan is een bestuurslaag in het regentschap Humbang Hasundutan van de provincie Noord-Sumatra, Indonesië. Sihonongan telt 1762 inwoners (volkstelling 2010).